# Treća dinastija drevnog Egipta
Treća dinastija drevnog Egipta bila je prva dinastija Starog kraljevstva, a smještava se od od 2686. pr. Kr. do 2613. pr. Kr. 

## Faraoni
| Ime      | Slika             |
| -------- | ----------------- |
| Sanakt   | Sanaktova kartuša |
| Džozer   |                   |
| Sekemket |                   |
| Kaba     |                   |
| Huni     | Hunijeva glava    |

## Opis
U ovom su razdoblju nekoć neovisne države Egipta postale poznate kao nomi, kojima je vladao samo faraon. Nakon toga su prijašnji vladari bili prisiljeni preuzeti uloge upravitelja ili drugačije sudjelovati u prikupljanu poreza. Drevni su Egipćani vjerovali da im samo faraon može osigurati godišnje poplave Nila za njihove usjeve. Isto tako, sebe se smatrali odabranim narodom, kao jedina prava ljudska bića na Zemlji. Glavni je grad bio Memfis.
Za vrijeme Džozerove vladavine dolazi do razvoja monumentalne kamene arhitekture. Memfijski mudrac, arhitekt i svećenik Ptahovog hrama, Imhotep, za njega je projektirao stepenastu piramidu u Sakari. Visoka je 60 metara, a sagrađena je na 6 katova. U okviru piramide se nalazi posmrtni hram u kome je održavan kult preminulog vladara. Za hram su karakteristični kanelirani stubovi koji su očuvani.
Džozer je ratovao na sjeveroistoku i jugu. Na Sinajskom poluotoku je očuvan reljef koji svjedoči o njegovom zauzimanju nalazišta bakra. 

## Galerija
Neki predmeti koji potječu iz 3. dinastije:
- Kalcitna zdjela
- Travertinska zdjela
- Reljef prikazuje dvije figure s kraljevskim krunama